# Калькетти, Эмануэле
Эмануэле Калькетти (итал. Emanuele Calchetti; род. 2 февраля 1981, Сансеполькро, Италия) — раллийный штурман, победитель Кубка ФИА для автомобилей с альтернативными источниками энергии 2012 года.

## Биография
Участник Кубка ФИА для автомобилей с альтернативными источниками энергии c 2010 года вместе с пилотом Гуидо Гуэррини. В 2012 году ездил на Alfa Romeo MiTo. Стал победителем кубка, благодаря победе в Афинах и вторым местам в Монреале и Белграде.
В 2019 году вместе с Гуидо Гуэррини участвовал в Кубке ФИА по е-ралли на Audi e-tron. Тосканский экипаж победил в Швейцарии (Rallye du Chablais), ещё шесть раз занял место на подиуме и завершил турнир на третьем месте среди пилотов и штурманов и на первом среди конструкторов. В 2024 году Калькетти и Гуэррини на Nio ET5 выиграли Кубок Китая по эко-ралли.
Калькетти является журналистом и с 2008 года стал членом городского совета в Сансеполькро. В 2011 году они с Гуидо Гуэррини написали книгу путешествия Via Stalingrado (Сталинградская улица).